# Jägerzeile
Die Jägerzeile war eine eigenständige Vorstadt Wiens im k.k. Polizeibezirk Leopoldstadt und ist seit der Eingemeindung 1850 ein – heute nicht mehr als solcher wahrnehmbarer – Stadtteil Wiens im 2. Gemeindebezirk, der Leopoldstadt.
Die Ortschaft entstand als Ansiedlung pensionierter Hofjäger Kaiser Maximilians II., denen der Monarch Baugründe – seit 1569 vorerst in der Venediger Au zwischen der heutigen Lassallestraße und der heutigen Ausstellungsstraße – zur Verfügung stellte. Der Fahrweg zur Stadt erhielt bald den Namen Jägerzeile. Später wurden Baugründe südlich der  Jägerzeile, die seit 1862 Praterstraße heißt, vergeben, woraus sich bis 1660 der definitive Ortsname Jägerzeile entwickelte (vorher hieß der Ort auch Venediger Au). Nördlich der Straße und von der Czerningasse stadteinwärts grenzte die Vorstadt Leopoldstadt an.

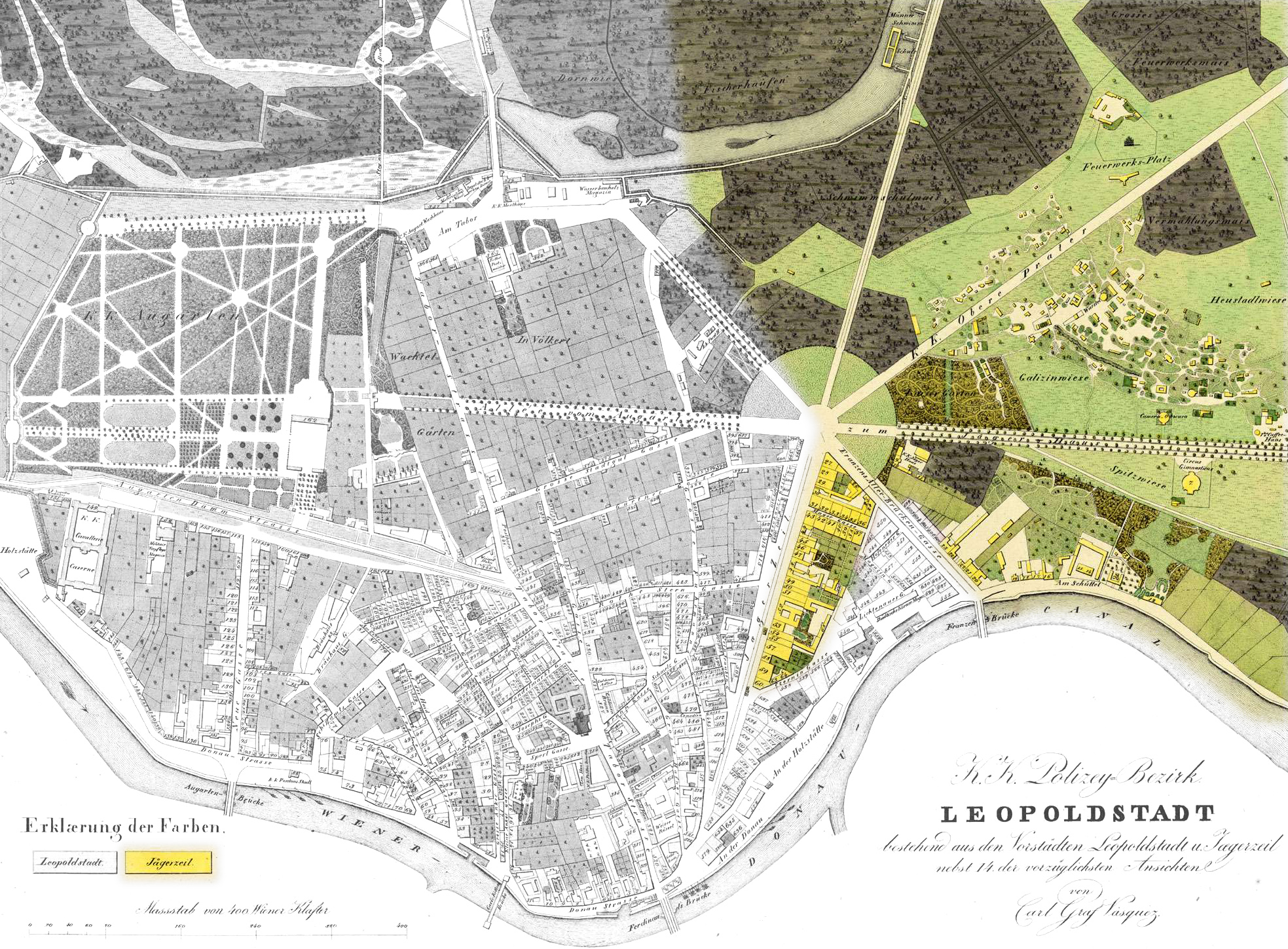
Jägerzeile um 1830

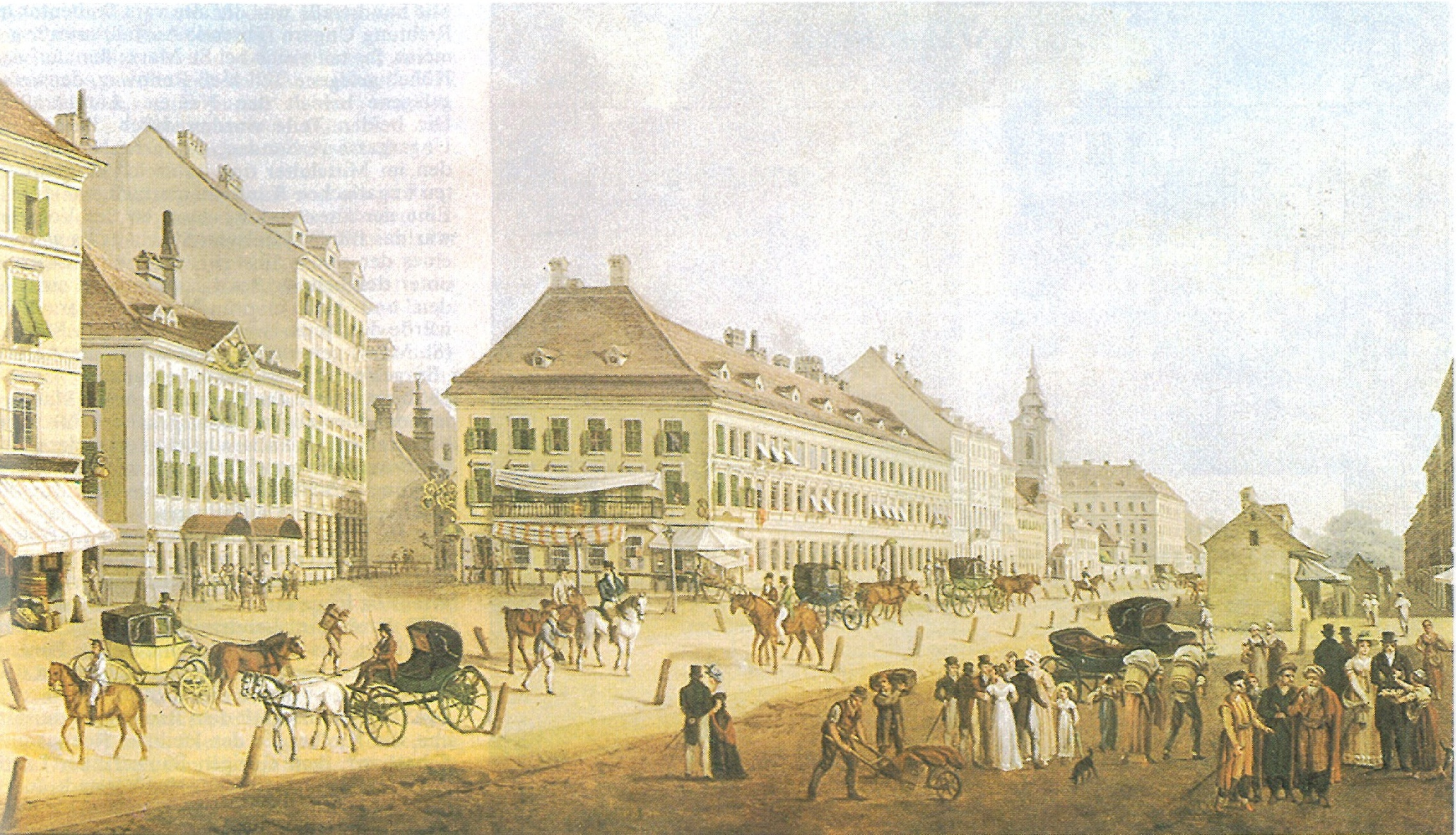
Jägerzeile, Blick auf die spätere Praterstraße, 1824

1750 verkaufte Maria Theresia die Grundherrschaft. Sie wechselte mehrmals den Eigentümer, bis sie 1841 in den Besitz der Stadt Wien kam. Dem Biedermeier-Stadtplan von Carl Graf Vasquez folgend, bestand die Vorstadt Jägerzeile um 1830 aus den Häusern der gleichnamigen Straße im Abschnitt Czerningasse bis Prater-Hauptallee, mit der Czerningasse als Grenze zu den südlich bis zum Donaukanal anschließenden Häusern der Vorstadt Leopoldstadt. Weiters aus dem Gebiet des Wurstelpraters inklusive nur geringfügig besiedelte Venediger Au und heutiges Stuwerviertel (damals größtenteils unverbaut) sowie aus den Prater-seitigen Häusern der heutigen Franzensbrückenstraße im Donaukanal-nächsten Abschnitt und den Gebäuden entlang der heutigen Schüttelstraße am Donaukanal.
Das Wappen der Jägerzeile zeigt den silbernen Hubertushirsch, das Symbol der Jägerzeile, auf einer grünen Wiese. Der Hirsch trägt ein zwölfendiges, goldenes Geweih. In dessen Mitte ragt ein goldenes Kreuz heraus. Das Wappen ist nunmehr Teil des Wappens des 2. Wiener Gemeindebezirks.
Siehe auch: Historische topografische Namen im 2. Wiener Gemeindebezirk